# Penny Vincenzi
Pour les articles homonymes, voir Vincenzi.
Penny Vincenzi (10 avril 1939 - 25 février 2018) est une écrivaine britannique d'origine italienne.

## Biographie

### Enfance et formation
Elle est née en 10 avril 1939.

### Carrière
D'abord journaliste, Penny Vincenzi s'est tournée vers l'écriture au début des années 1990. Un bonheur trop fragile est son neuvième roman, et le troisième à paraître en français, après La Belle Absente (Lattès, 1996 ; J'ai lu, 1999) et La Fortune de Cassia (Belfond, 2000).

### Décès
Elle meurt le 25 février 2018.

## Ouvrages
- Une femme indomptable (2004)
- La Dynastie des Lytton (2006)
- Un bonheur trop fragile
- La Belle Absente
- La Fortune de Cassia